# Цветков, Максим Александрович
Максим Александрович Цветков (род. 13 октября 1974, Череповец, Вологодская область) — советский, российский, белорусский хоккеист, защитник.

## Биография
Воспитанник череповецкого «Металлурга», в составе которого дебютировал в первой лиге СССР сезона 1990/91. В МХЛ — РХЛ — Суперлиге выступал за команды «Металлург» Череповец (1992/93 — 1993/94), ЦСКА (1994/95 — 1998/99), ЦСК ВВС Самара (1999/2000), «Молот-Прикамье» Пермь (2000/01). Играл в высшей лиге России за «Сибирь» Новосибирск (2001/02), «Газовик» Тюмень (2002/03). В сезонах 2003/04 — 2009/10 выступал за белорусский клуб «Химволокно» Могилёв.
Бронзовый призёр юниорского чемпионата Европы 1992 и молодёжного чемпионата мира 1994.